# Homevale National Park
Homevale National Park är en park i Australien. Den ligger i delstaten Queensland, omkring 810 kilometer nordväst om delstatshuvudstaden Brisbane.
Trakten runt Homevale National Park är nära nog obefolkad, med mindre än två invånare per kvadratkilometer.. Det finns inga samhällen i närheten.
I omgivningarna runt Homevale National Park växer huvudsakligen savannskog. Genomsnittlig årsnederbörd är 1 268 millimeter. Den regnigaste månaden är mars, med i genomsnitt 354 mm nederbörd, och den torraste är september, med 10 mm nederbörd.